# Marija Iwanowna Gussakowa
Marija Iwanowna Gussakowa, geb. Kudimowa (russisch Мария Ивановна Гусакова (Кудимова); * 2. Februar 1931 in Timoschkino, Oblast Rjasan, Russische SFSR, Sowjetunion; † 8. Mai 2022 in St. Petersburg) war in den 1950er und 1960er Jahren eine sowjetische Skilangläuferin.

## Werdegang
Gussakowa hatte ihr internationales Debüt bei den Nordischen Skiweltmeisterschaften 1958 in Lahti. Dort wurde sie Sechste über 10 km.
Bei den Olympischen Winterspielen 1960 in Squaw Valley gewann sie über 10 km die Goldmedaille, mit der russischen Staffel holte sie Silber. Im folgenden Jahr siegte sie bei den Svenska Skidspelen mit der Staffel. Bei den Weltmeisterschaften 1962 in Zakopane holte sie die Bronzemedaille über 5 km, die Silbermedaille über 10 km und die Goldmedaille mit der Staffel. Im selben Jahr errang sie bei den Svenska Skidspelen den dritten Platz über 10 km und den zweiten Platz mit der Staffel. Bei den Olympischen Winterspielen 1964 in Innsbruck gewann sie die Bronzemedaille über 10 km. Im März 1964 triumphierte sie bei den Lahti Ski Games über 10 km. Bei den sowjetischen Meisterschaften siegte Gussakowa viermal mit der Staffel (1958, 1961, 1962, 1966), zweimal über 10 km (1960, 1961) und einmal über 5 km (1961). Sie war mit dem ehemaligen Nordischen Kombinierer Nikolai Gussakow verheiratet.